# Pecco
Pecco est une ancienne commune italienne de la ville métropolitaine de Turin dans la région Piémont en Italie. En 2019, elle intègre la nouvelle commune de Val di Chy.

## Administration
| Période                                  | Période | Identité | Étiquette | Qualité |
| ---------------------------------------- | ------- | -------- | --------- | ------- |
|                                          |         |          |           |         |
| Les données manquantes sont à compléter. |         |          |           |         |

### Communes limitrophes
Alice Superiore, Alice Superiore, Rueglio, Lugnacco, Vistrorio